# Faucherea hexandra
Faucherea hexandra là một loài thực vật có hoa trong họ Hồng xiêm. Loài này được (Lecomte) Lecomte mô tả khoa học đầu tiên năm 1920.